# Pájara
Pájara é um município da Espanha na província de Las Palmas, comunidade autónoma das Canárias. Tem 383,52 km² de área e em 2021 tinha 21 014 habitantes (densidade: 54,8 hab./km²).

## Demografia
| Variação demográfica do município entre 1991 e 2004 | Variação demográfica do município entre 1991 e 2004 | Variação demográfica do município entre 1991 e 2004 | Variação demográfica do município entre 1991 e 2004 |
| --------------------------------------------------- | --------------------------------------------------- | --------------------------------------------------- | --------------------------------------------------- |
| 1991                                                | 1996                                                | 2001                                                | 2004                                                |
| 5242                                                | 5812                                                | 12382                                               | 16821                                               |